# Hodonice (kraj południowomorawski)
Hodonice – gmina w Czechach, w powiecie Znojmo, w kraju południowomorawskim. Według danych z dnia 1 stycznia 2013 liczyła 1 838 mieszkańców.